# Convention baptiste de l’Angola
La Convention baptiste de l’Angola (portugais : Convenção Baptista de Angola) est une association chrétienne évangélique d'églises baptistes en Angola. Elle est affiliée à l’Alliance baptiste mondiale. Son siège est situé à Luanda. 

## Histoire
La Convention baptiste de l’Angola a ses origines dans une mission baptiste portugaise entre 1927 et 1929. Elle est officiellement fondée en 1940. Selon un recensement de l’association, en 2023 elle disait avoir 379 églises et 37,500 membres.